# Zhang Ji (poeta de Hubei)
Zhang Ji (張繼, en xinès tradicional; 张继, en xinès simplificat) és un poeta xinès del segle viii, nascut a Xiangyang, província de Hubei, durant la dinastia Tang (618-907), també conegut amb el sobrenom de Yisun. No hi ha dades clares sobre la data de naixement de Zhang Ji, la més probable se situa entre l'any 712 i el 715, i la seva mort l'any 779.
La seva vida és poc coneguda, però se sap que l'any 753 va aprovar l'examen per obtenir el grau de "jinshi" dins el sistema d'accés al cos de funcionaris de l'aparell burocràtic de l'administració imperial dels Tang. Com a funcionari va assolir el lloc de Secretari en el Departament d'Ingressos, en el Ministeri de Finances.

## Obra poètica
Durant la dinastia Tang la poesia va ser d'una gran qualitat i amb un gran nombre de poetes. L'emperadriu Wu Zetian (685-704) va introduir la poesia com una materia en els exàmens de selecció dels funcionaris. L'any 1705 una antologia va reunir poemes de 2300 autors, com He Zhizhang (659-774), Wang Wei (701-759), Li Bai (701-762), Du Fu (712-770) conegut com a "Savi de la Poesia", Bai Juyi (772-846), Yuan Zhen (779-831) i Du Mu (803-852).
Zhanh Ji va escriure més de 300 poemes. Alguns d'ells posaven en relleu els problemes de les dones de la seva època. Amb una certa controvèrsia derivada de les dificultats de traducció dels noms xinesos, a Zhang Ji se li ha atribuït l'autoria del text xinès del segón moviment de l'obra de Gustav Mahler "Das Lied von Erde" (el Cant de la Terra), sota el nom de Chang Tsi.

## Temple de Hanshan
El temple budista situat a prop de Suzhou a la província de Jiangsu, ha augmentat el seu atractiu turístic a partir del poema de Zhang Ji: "Una nit amarrat al Pont dels Aurons", que descriu escenes melancòliques, amb un viatger abatut que ha amarrat la seva barca sota el Pont dels Aurons, escoltant les campanes del temple. Aquest poema és molt conegut a la Xina pel fet d'estar inclòs en els llibres de text de l'escola primària.